# Flugzeugabsturz im Kamper See

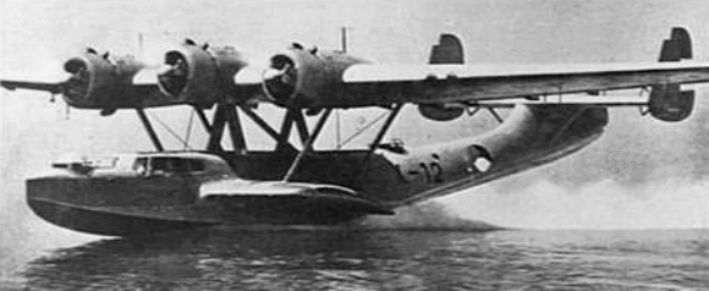
Dornier Do 24

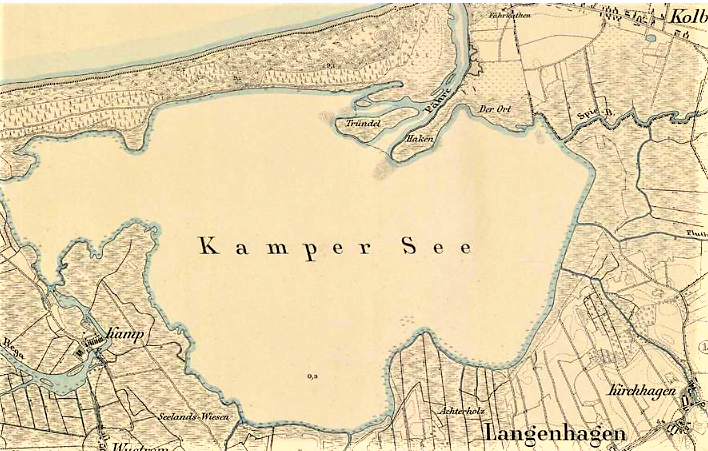
Kamper See auf einer Landkarte von 1877

Der Flugzeugabsturz im Kamper See ereignete sich am 5. März 1945, als eine Dornier Do 24T-3 der Luftwaffe der Wehrmacht nach dem Start in den Kamper See abstürzte.

## Unfallablauf
Das Flugboot sollte die Personen vom Seefliegerhorst Kamp in Richtung Westen fliegen, weil die Rote Armee immer näher kam. Der Kamper See und der namensgebende Ort Kamp lagen im Regierungsbezirk Köslin in der Provinz Pommern. An Bord befanden sich 76 Kinder und Begleitpersonen sowie die vierköpfige Besatzung. Kurz nach dem Start stürzte die Maschine jedoch mit dem Heck zuerst aus 80 Metern Höhe ins Wasser und sank. Von den 80 Personen an Bord starben 79. Das Wrack der Maschine wurde erst 2012 lokalisiert.

## Ursache
Als wahrscheinliche Ursache gilt eine Überladung, da die Maschine nur für 12–16 Personen ausgelegt war. Es gibt aber auch Theorien über einen Abschuss.

## Gedenkstein
Es gab eine Gedenkveranstaltung für die Opfer des Absturzes und es wurde ein Gedenkstein aufgestellt.
Koordinaten: 54° 8′ 50″ N, 15° 22′ 0″ O

## Landkarte
- Kolberger Deep, Dorf, nördlich am Kamper See, Kreis Kolberg-Körlin, Regierungsbezirk Stettin, Provinz Pommern. In:  Meyers Gazetteer, mit Eintrag aus Meyers Orts- und Verkehrslexikon, Ausgabe 1912, sowie einer historischen Landkarte der Umgebung von Kolberger Deep (meyersgaz.org).